# Aluminiumbromide
Aluminiumbromide of aluminiumtribromide is een anorganische verbinding tussen aluminium en broom, met als brutoformule AlBr3. In zuivere toestand is het een kleurloze kristallijne vaste stof, die hevig met water reageert. Doorgaans zullen monsters van deze stof een gele of roodbruine kleur hebben ten gevolge van sporen ijzer.
Alhoewel ook aluminiummonobromide (AlBr) bestaat, is aluminiumtribromide het meest voorkomende bromide van aluminium.

## Synthese
Aluminiumbromide kan bereid worden door aluminium te laten reageren met waterstofbromide:
{\displaystyle {\ce {2 Al + 6 HBr -> 2 AlBr3 + 3 H2}}}
Als alternatief is directe bromering ook mogelijk:
{\displaystyle {\ce {2 Al + 3 Br2 -> 2 AlBr3}}}

## Structuur en eigenschappen
Aluminiumbromide is eigenlijk dialuminiumhexabromide met als brutoformule Al2Br6 in de vaste, vloeibare en gasvormige toestand, alsook in niet-coördinerende oplosmiddelen als (bijvoorbeeld koolstofdisulfide). Bij hogere temperaturen zal in de gasfase exotherme ontleding (ΔH°diss = 59 kJ/mol) naar het monomeer optreden:
{\displaystyle {\ce {Al2Br6 -> 2 AlBr3}}}
Aluminiumtribromide bestaat uit twee AlBr4-tetrahedra die een ribbe delen. De moleculaire symmetrie is C2v.
Het monomere AlBr3, dat alleen in de gasfase bestaat, kan beschreven worden als trigonaal vlak, met D3h-symmetrie. De hybridisatie van aluminium wordt daarin beschreven als sp2, met als bindingshoek voor Br-Al-Br 120°.
Aluminiumbromide dissocieert gemakkelijk en geeft dan een sterk Lewiszuur, AlBr3. Zoals gebruikelijk voor de halogeniden van de zwaardere hoofdgroepelementen komt ook Al2Br6 in grotere clusters voor dan door de verhoudingsformule wordt aangegeven. Halogeniden van de lichtere hoofdgroepelementen, zoals boortribromide, vertonen deze eigenschap niet, deels door de kleine omvang van het centrale atoom.

## Reactiviteit
In lijn met het sterke Lewiszure karakter reageert aluminiumbromide heftig met water, waarbij waterstofbromide vrijkomt en een oplossing van Al-OH-Br-componenten wordt gevormd. Op vergelijkbare wijze, maar minder heftig, reageert de stof met alcoholen en carbonzuren. Met eenvoudige Lewisbasen (L) reageert Al2Br6 onder vorming van adducten zoals AlBr3L.
Aluminiumbromide is een bekende en goede katalysator in de Friedel-Craftsalkylering en vergelijkbare, Lewiszuur-gekatalyseerde reacties. Het is een sterker Lewiszuur dan het algemener gebruikte aluminiumchloride. Omdat de stof erg hygroscopisch is, neemt de werkzaamheid als katalysator door hydratatie met de tijd af. Zuivering kan gebeuren door sublimatie onder vacuüm.

## Toxicologie en veiligheid
Al2Br6 is corrosief en veroorzaakt verbranden van de huid als het niet direct met veel water weggewassen wordt. Opslag dient onder droge omstandigheden te gebeuren.